# Posle doždička v četverg
Posle doždička v četverg (После дождичка в четверг) è un film del 1985 diretto da Michail Iosifovič Juzovskij.

## Trama
Un figlio è nato a re Avdej. Lo stesso giorno, la governante Varvara ha dato alla luce suo figlio, inoltre, un altro è stato trovato nel cavolo. Si è deciso di chiamare tutti i ragazzi Ivans e di crescerli insieme. Ma a Varvara questa idea non piaceva.